# Clara Ebers
Clara Ebers (Karlsruhe, Alemanya, 26 de desembre de 1902 - Hamburg, 7 de febrer de 1997) fou una cantant d'òpera alemanya, en la tessitura de soprano.

## Formació i trajectòria inici
Ebers va estudiar cant amb H. Kraus-Adena en Amsterdam, i amb Eduard Erhard en Karlsruhe, Alemanya. Després d'un període de preparació al Teatre de l'Estat de Karlsruhe (1924-1925) va cantar al Teatre de Mönchengladbach (1925-1926) i al Teatre de Düsseldorf (1926-1928).

## Participació en l'Òpera de Frankfurt
Des de l'any 1928 al 1944 va ser participar com a membre permanent a l'Òpera de Frankfurt. Abans del seu compromís a Frankfurt, Ebers havia actuat allí convidada, fent el paper d'Olympia en Les Contes d'Hoffmann d'Offenbach. Va ser llavors contractada com a successora d'Adele Kern, que havia marxat a Viena, pels papers de soprano coloratura. Els seus papers a Frankfurt van incloure Susanna de Les noces de Fígaro de Mozart, Despina de Così fan tutte de Mozart, Gilda a Rigoletto de Verdi, Ighino a Palestrina de Hans Pfitzner i Zerbinetta a Ariadne auf Naxos de Richard Strauss. No obstant, va assumir també papers més dramàtics, com ara Fiordiligi en Così fan tutte, Donna Anna en Don Giovanni de Mozart, Violetta en La traviata de Verdi, Elisabeth de Valois en Don Carlos de Verdi, Lisa en l'opereta Des Land des Lächelns (el país dels somriures) de Franz Lehár i el paper protagonista en l'òpera Daphne de Richard Strauss.
A l'Òpera de Frankfurt va participar en tres estrenes mundials: Carmina Burana de Carl Orff (8 de juny de 1937, soprano solista), Isabella en l'òpera Columbus de Werner Egk (13 de gener de 1942) i en l'òpera Odysseus de Hermann Reutter (7 d'octubre de 1942).
Ebers va actuar durant aquells anys a altres teatres, com ara a Amsterdam (1934; com a Sophie en Der Rosenkavalier de Richard Strauss, amb l'Òpera de Frankfurt), al Teatre d'Òpera de Zúric (1934; la Reina de la Nit de La flauta màgica de Mozart), en la Staatsoper de Dresden (1935), en la Vlaamse Opera d'Anvers (temporada 1937-1938) i al Maggio Musicale Fiorentino (1938; com Helmwige en Die Walküre de Richard Wagner).
En aquella època va cantar també al Gran Teatre del Liceu de Barcelona, en les temporades 1939-1940, 1940-1941, 1942-1943 i 1943-1944. El seu debut va ser el 14 de desembre de 1939 amb Les noces de Fígaro, i dos dies després va interpretar Die Entführung aus dem Serail de Mozart. L'any 1941 va interpretar quatre òperes al teatre: Das Rheingold, Die Walküre, Siegfried i Götterdämmerung, totes elles de Wagner i amb la companyia de l'Òpera de Frankfurt. El 1943 va interpretar amb la mateixa companyia les òperes Ariadne auf Naxos, Das Rheingold, Die Walküre i Idomeneo de Mozart. Per acabar, el febrer de 1944 va interpretar Idomeneo, Die Walküre, Der Rosenkavalier i Les noces de Fígaro amb la mateixa companyia. Amb el final de la Segona Guerra Mundial la companyia d'Òpera de Frankfurt va deixar de viatjar al Liceu.

## Participació en l'Òpera Estatal d'Hamburg
Després de la Segona Guerra Mundial, Ebers va reprendre la seva carrera, començant al Teatre de Kiel (temporada 1945-1946). El 1946 Ebers va ser contractada com a "primera soprano" de l'Òpera Estatal d'Hamburg. Va romandre a Hamburg fins al 1965, com a membre permanent. En l'era de l'intendent Günther Rennert, Ebers va ser considerada "una de les cantants més importants de Mozart de l'Òpera Estatal d'Hamburg". El juny de 1963 va actuar, al costat de Mathieu Ahlersmeyer (comte Almaviva), Toni Blankenheim (Fígaro) i Melitta Muszely (Susanna), com a comtessa Almaviva a l'Òpera Estatal d'Hamburg en l'estrena mundial de l'òpera Figaro lässt sich scheiden (Fígaro es divorcia) de Giselher Klebe.
A Hamburg, Ebers va continuar cantant papers de soprano coloratura dramàtica, en un ampli ventall de papers. Va cantar a Hamburg papers com ara Konstanze en Die Entführung aus dem Serail de Mozart, Pamina en La Flauta màgica, Agathe en Der Freischütz, Leonore en Il trovatore de Verdi, Leonora de Vargas en La forza del destino de Verdi, Desdemona en Otello de Verdi, Olympia / Giulietta / Antonia / Stella en Les Contes d'Hoffmann, Maddalena en Andrea Chénier d'Umberto Giordano, el paper protagonista en Arabella de Strauss, l'Emperadriu en Die Frau ohne Schatten de Strauss i la comtessa en Capriccio de Strauss. La Mariscala Marie Therèse Princesa de Werdenberg de l'òpera de Strauss Der Rosenkavalier va ser un dels papes més destacats de la segona part de la seva carrera.
Durant la seva estada a Hamburg va ser convidada a altres teatres, com ara l'Òpera Estatal de Berlín (1955-1961), l'Òpera Estatal de Baviera, l'Òpera Estatal de Viena (febrer de 1963 com a la Mariscala), al Royal Opera House Covent Garden de Londres (1950, com a Violetta de La traviata), a La Scala de Milà, al Théâtre Royal de la Monnaie de Brussel·les, al Teatro Nacional de São Carlos de Lisboa, a l'Òpera de Niça i al Stadttheater de Berna.
Va participar també en diversos festivals, com ara el Festival de Zúric (1951; com a Christine en Intermezzo de Strauss), el Festival d'Ais de Provença (1949), el Festival d'Edimburg i el Festival de Glyndebourne (1950; com la Comtessa de Les noces de Fígaro).

## Cantant de lieder i professora de cant
Ebers va ser considerada una bona cantant de lieder. Sovint l'acompanyava al piano el compositor Hans Pfitzner.
El 1965 es va retirar dels escenaris, dedicant-se a partir d'aquell moment a l'ensenyament de cant fins a l'any 1971, a la Musikhochschule d'Hamburg. Va viure a aquesta ciutat fins a la seva mort, en 1997.

## Honors
- 1978: Orde del Mèrit, classe 1, de la República Federal d'Alemanya[18]